# Pierre Omidyar
Pierre Morad Omidyar (n. 21 iunie 1967, Paris, Franța) este un om de afaceri, inginer de software și filantrop iraniano-american. A absolvit Universitatea Berkeley din statul american California în anul 1988, cu o diplomă de licență în informatică. 

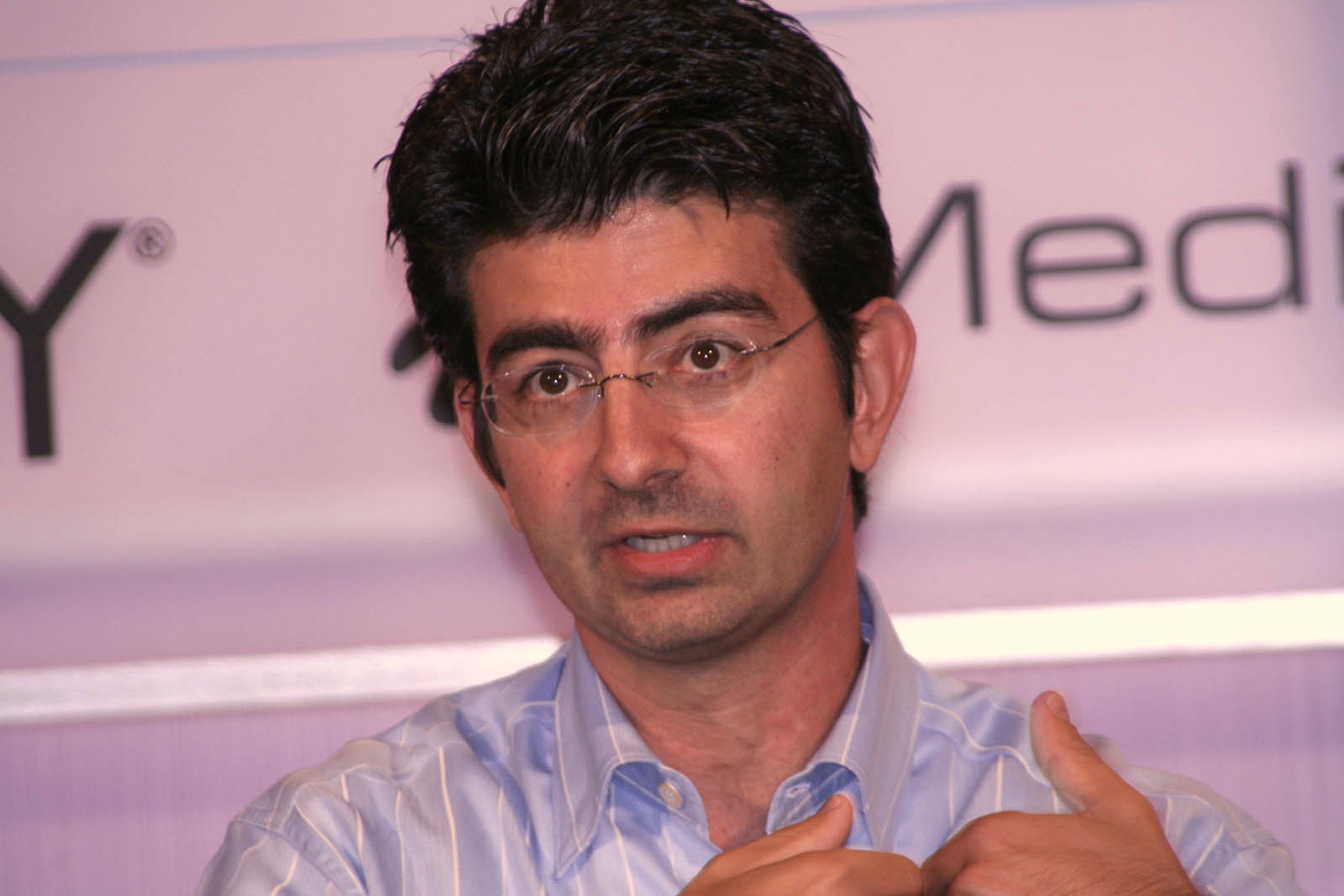
Pierre Omidyar

## Biografie
Este fiul lui Cyrus Omidyar, de profesie urolog, și al lui Elahe Mir-Djalali Omidyar, profesor universitar și expert în lingvistică. Ei s-au căsătorit în Iran, însă au emigrat în Franța pentru loc de muncă. La Paris, s-a născut Parviz Omidyar, dar când familia a emigrat din nou, acum la orașul Baltimore din statul Maryland, și-a schimbat numele în Pierre.
La școala din Baltimore, se știe că ar fi fost un elev foarte bun. După ce a terminat liceul, a primit o bursă de studiu în California, și în 1988, a absolvit Universitatea Berkeley cu diplomă de licență în informatică. După absolvire, s-a angajat la Apple, unde a lucrat la dezvoltare lui MacDraw, un program asemănător cu Paint de pe Windows. 
În anul 1991, a făcut un proiect alături de colegii săi, denumit Ink Development, care a fost una din cele mai târzii încercări la crearea unei platforme de comerț electronic. Însă, Apple nu a fost de acord cu acesta. Din acest motiv, Pierre Omidyar și-a vândut proiectul inamicului lui Apple, Microsoft, pentru 50 de milioane de dolari, în 1996. Din acest motiv, Pierre Omidyar a fost dat afară de la Apple.
În 1997, s-a însurat cu Pamela Kerr. Și după acestea, în 1998, acesta a fondat Electronics Bay, în care a investit Richard Branson. Mai târziu, numele a fost prescurtat la eBay. Până la intrarea lui Amazon pe piață, eBay a fost dominant în shoppingul online, folosind un sistem de tip licitație. în același an, văzând o creștere enormă, firma a devenit publică. Prin achiziționări imense precum PayPal și Skype, eBay a devenit un gigant al industriei IT.

## Viața Personală
Din 2015, când și-a încetat controlul peste firma eBay, trăiește în Honolulu, Hawaii, deși încă este acționar majoritar. Deși s-a născut musulman de tip șiit, s-a convertit la budism alături de soția sa. Cei doi au trei copii. Deține terenuri foarte mari în statele Hawaii și Nevada. Conform lui Forbes, este pe locul 83 ca avuție, cu peste 20 de miliarde de dolari. 

## Activitate Filantropică
În 2004, Pierre Omidyar a fondat Omidyar Network, o organizație non-guvernamentală cu scopuri caritabile. Aceasta investește sute de milioane de dolari în mai multe domenii cu necesitate. Pierre Omidyar mai și susține Partidul Democrat, precum în 2020, când i-a donat campaniei lui Joe Biden circa 500 de milioane de dolari.